# Noam Elkies
Noam David Elkies (né le 25 août 1966) est un mathématicien américain et un grand maître de résolution de problèmes d'échecs américain.

## Biographie et carrière

### Mathématiques
À 14 ans, Elkies a reçu une médaille d'or avec un score parfait aux Olympiades internationales de mathématiques 1981. Il est diplômé de la Stuyvesant High School en 1982 et a continué à l'université Columbia, où il a remporté le concours Putnam à l'âge de seize ans, devenant ainsi l'un des plus jeunes boursiers Putnam dans l'histoire. Il a été boursier Putnam à deux reprises durant ses années d'étudiant. Après avoir été major de promotion à l'âge de 18 ans (mathématiques et musique) avec les félicitations du jury, il obtint son doctorat à l'âge de 20 ans, sous la direction de Benedict Gross et Barry Mazur à l'université Harvard.
En 1987, il démontra qu'une courbe elliptique sur les nombres rationnels est supersingulière pour une infinité de nombres premiers. En 1988, il réfute pour les puissances quatrièmes la conjecture d'Euler sur la somme des puissances.
Son travail sur ces problèmes lui ont valu la reconnaissance et un poste de professeur associé à Harvard en 1990. En 1993, il obtint le poste de professeur à l'âge de 26 ans. Cela fit de lui le plus jeune professeur dans l'histoire, dépassant le record précédemment détenu par Alan Dershowitz et Lawrence Summers (qui ont été faits professeurs titulaires à l'âge de 28 ans).
Elkies, avec A.O.L. Atkin (en), a étendu l'algorithme de Schoof pour créer l'algorithme de Schoof-Elkies-Atkin (en).

### Échecs
Dans le domaine des échecs, c'est un problémiste et solutionniste accompli, il a gagné en 1996 le championnat du monde de solutions de problèmes d'échecs. 
Elkies est grand maître international de résolution de problèmes d'échecs.

### Musique
Il est aussi un compositeur de musique. Il a découvert de nombreux nouveaux motifs dans le jeu de la vie de John Horton Conway et a étudié les mathématiques des motifs de structures stables pour ce type d'automate cellulaire.
Elkies est également célèbre pour sa connaissance des liens entre les mathématiques et la musique. Il siège au conseil consultatif du Journal of Mathematics and Music.
Elkies est également membre de la Harvard's Lowell House. Il est un professeur conseiller de la Harvard Israel Review.